# Ankara Keçiörengücü SK
Ne doit pas être confondu avec Ankaraspor ou Hacettepe SK.
Maillots
Dernière mise à jour : 10 mai 2025.
L'Ankara Keçiörengücü Spor Kulübü, plus communément appelé Ankara Keçiörengücü, est un club de football turc fondé en 1945 et basé à Ankara. Le club joue ses matchs à domicile au Stade Aktepe.

## Histoire
Le club est fondé en 1945 dans l'ancien quartier d'Ankara, Hacettepe, sous le nom de Hacettepe Gençlik Kulübü. 
Le club participe participe à la première édition de la première division turque en 1959. Le club dispute la première division de 1959 à 1960 puis de 1962 à 1968.
En 1988, le club est renommé Ankara Keçiörengücü Spor Kulübü.
Le club remporte à trois reprises le Championnat de Turquie de quatrième division en 1989, 2006 et 2014.
En 2019, le club remporte pour la première fois de son histoire le Championnat de Turquie de troisième division

### Dates clés
- 1945 : fondation du club sous le nom de Hacettepe Gençlik Kulübü
- 1988 : changement de nom en Ankara Keçiörengücü Spor Kulübü

## Palmarès
| \| - Championnat de Turquie de troisième division (1) : - Champion : 2018-2019. \| \| - Championnat de Turquie de quatrième division (3) : - Champion : 1988-1989, 2005-2006 et 2013-2014. \| |  | |
| - Championnat de Turquie de troisième division (1) : - Champion : 2018-2019. |  | - Championnat de Turquie de quatrième division (3) : - Champion : 1988-1989, 2005-2006 et 2013-2014. |